# Acanthinus elegantulus
Acanthinus elegantulus is een keversoort uit de familie snoerhalskevers (Anthicidae). De wetenschappelijke naam van de soort is voor het eerst geldig gepubliceerd in 1967 door Werner.